# Gomidesia
Gomidesia é um género de plantas da família Myrtaceae.

## Espécies
- Gomidesia mugnifolia
- Gomidesia cambessedeana